# Yoram Kaniuk
Yoram Kaniuk, född 2 maj 1930 i Tel Aviv, död 8 juni 2013 i Tel Aviv, var en israelisk författare, konstnär, journalist och teaterkritiker. 
Yoram Kaniuks böcker har blivit översatta till 25 språk och han har fått ta emot ett flertal litterära priser.  

## Biografi
Kaniuk var son till Moshe Kaniuk från Ternopil, Galizien, Österrike-Ungern, som blev den första föreståndaren för Tel Avivs Museum. 
Efter att ha blivit sårad i israeliska självständighetskriget 1948, tillbringade han åren 1951-1961 i New York för att få vård och studera. Hans första roman The acrophile, 1961 är skriven på engelska. Kaniuk har givit ut 17 romaner, en memoar, sju novellsamlingar, två böcker med essäer och fem böcker för barn- och ungdomar.

## Svenska översättningar
- Adam (Adam ben kelev = Adam resurrected) (översättning från engelska Hans-Jacob Nilsson, Forum, 1980)
- Gunghäst (Suscets = Rocking horse) (översättning från engelska Hans-Jacob Nilsson, Forum, 1981)
- En god arabs bekännelser (Aravi tov = 'Confessions of a good Arab) (översättning från engelska Hans-Jacob Nilsson, Forum, 1985)
- Den siste juden (Hajehudi ha'acharon ) (översättning från hebreiska Marion Wajngot, 1988
- Hans försvunna dotter (Bito = His daughter) (översättning från engelska Hans-Jacob Nilsson, Forum, 1990)
- Käraste, du har ingen mor (Post mortem) (översättning från hebreiska Ervin Rosenberg, Forum, 1994)